# Hooge Duvel
De Hooge Duvel is een jachtopzienerswoning gelegen in het Kroondomein Het Loo op de Veluwe in de provincie Gelderland.
De "Hooge Duvel" werd in 1901 gebouwd als dubbele jachtopzienerswoning, hetgeen nog te zien is aan de gespiegelde vormgeving. De woningen waren ook geschikt voor het bedrijven van kleinschalige landbouwactiviteiten, zoals het houden van varkens en geiten. In de tweede helft van de 20e eeuw is van de dubbele woning één dienstwoning gemaakt en zijn de verblijven voor kleinvee verwijderd.
Het pand werd in 2000 aangewezen als rijksmonument en ingeschreven in het monumentenregister.  Kenmerkend zijn het siermetselwerk en het houtsnijwerk. Op het dak staat een windvaan in de vorm van een jachtopziener met hond. De woning is een goed bewaard voorbeeld van dit type dienstwoningen, dat bovendien vanwege zijn ligging midden in de bossen van het kroondomein, zowel van cultuurhistorische als van landschappelijke waarde is.
De naam Hooge Duvel verwijst naar de vlakbij gelegen heuvel "De Hooge Duvel" en de daarbij behorende Veluwse sage "De Hooge Duvel en de Rooie Heg" over de boze geest Ossaert.

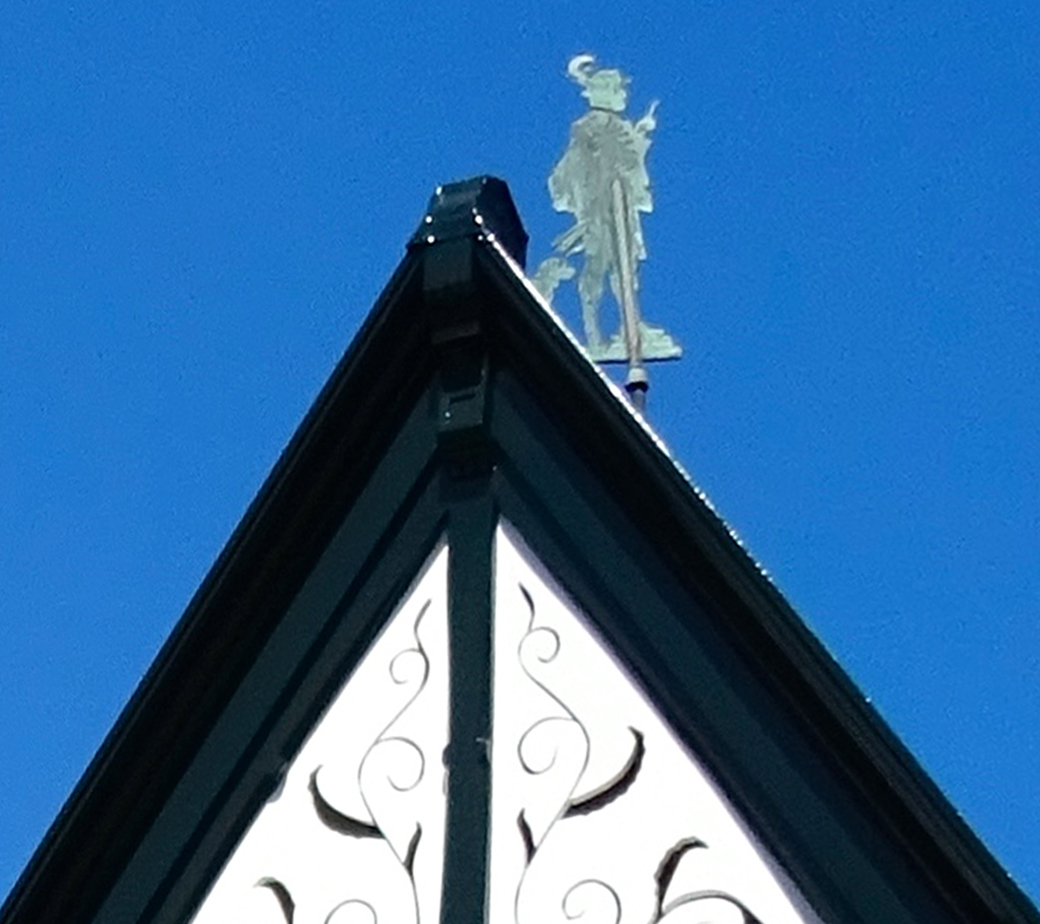
Windvaan in de vorm van een jachtopziener met hond